# 大阪府立枚方高等学校
大阪府立枚方高等学校（おおさかふりつ ひらかたこうとうがっこう、英称：Osaka Prefectural Hirakata High School）は、大阪府枚方市大垣内町三丁目にある公立高等学校。

## 概要
枚方市で最初の府立高校として、1963年に現在地に開校した。普通科と国際文化科を設置している。2020年度以前の入学者は国際教養科として募集されていたが、2021年度入学生より国際文化科に改編している。
当時北河内郡交野町（現在の交野市）にあった大阪府立四条畷高等学校交野分校（1951年設置。昼間定時制、女子4年制・家庭科のみ）を実質的に継承する形で建設されたため、当初は家政科も設置されていた。家政科は1975年に募集停止となっている。
国際教養科および国際文化科では第二外国語として、2年生-3年生で韓国語・中国語・スペイン語・フランス語から1科目選択して学習また、英会話、英語でのプレゼンテーションを行う少人数制授業が週二時間ある。第二外国語、英会話、プレゼンテーション、はネイティブの教員が授業をする。CALL（コール）システムを導入している。
2011年より、イングリッシュフロンティアハイスクールズG2グレード校に指定されている。

## 沿革
大阪府では高校進学率の上昇を背景として、団塊の世代が入学する1963年4月に高校を増設することが緊急の課題となっていた。府教委は1963年度を目標に8校増設する計画を立てていたが、北河内地区の高校増設はその計画に盛られていなかった。その後北河内地区や枚方市での府立高校招致運動などを背景に9校の府立高校増設が決定し、市役所の南約500mにある農地（約3.6ha）を造成して枚方高校が開校した。枚方高校設置は四條畷高校交野分校を発展的統合する形がとられたため、開校翌年の1964年度から1966年3月までの2年間は、四條畷高校交野分校が敷地内に同居していた。開校当時枚方市内の公立高校普通科への進学志望者のうち、約半数にあたる320人が枚方高校を志望するなど地元高校への期待がうかがえた。
団塊ジュニア世代を迎える高校生急増期の1986年には、分校として津田校を枚方市東部（津田地区）に設置している。当時、「数年後に生徒減少期に入る見通しだったため、新設校を作ると近い将来の高校統廃合が避けられない」として、「当面は分校として生徒急増期の受け入れに対応する。将来の生徒減少期には、津田校の位置に枚方高校本校を郊外移転させる形で本校・分校を統合する」という構想をもっていた。しかしその後状況が変化し、津田校は1995年に大阪府立枚方津田高等学校として、正式に独立している。

### 年表
- 1960年6月 - 枚方市が「府立高校誘致促進委員規則」を制定[2]
- 1962年 2月 - 府教委が北河内地区（枚方市）に高校設置を決定[2]
- 1962年7月 - 一期工事着工[3]
- 1963年4月1日 - 大阪府立枚方高等学校として開校。普通科・家政科を設置。
- 1964年 - 大阪府立四條畷高等学校交野分校（1966年3月閉校）が大阪府立枚方高等学校校舎内に移転。
- 1975年 - 家政科募集停止。
- 1986年 - 分校として、大阪府立枚方高等学校津田校を設置。
- 1992年 - 国際教養科を併設。
- 1995年4月1日 - 津田校が大阪府立枚方津田高等学校として独立。
- 2001年 - 大規模改修を実施。
- 2011年 - ユネスコ・スクールへの加盟。
- 2021年 - 同年度入学生より、国際教養科を国際文化科に改編。

## 出身者
- 川合康（歴史学者、大阪大学教授）
- 新井場徹（サッカー選手、中退）

## 交通
- 京阪本線・京阪交野線 枚方市駅 南東へ約800m。
- 京阪交野線　星ヶ丘駅から徒歩十分。